# 擴建路
擴建路（Kuojian Rd.）是高雄市重要的東西向幹道之一，僅經前鎮區，並由成功二路終端銜接凱旋四路至前鎮科技產業園區及中島商港區。因本道路終端為高雄港，而有在此興建第二過港隧道連絡旗津區的遠期計畫。

## 分段
擴建路共分成二個部分：
- 擴建一路：東起前鎮街口，西於成功二路口接擴建路。
- 擴建路：東於成功二路口接擴建一路，西止於大華四路。

## 沿線設施
（由東至西）
- 高雄市公車前鎮站
- 台灣中油加油站前鎮站
- 台鐵中島車場（已廢止）
- 前鎮科技產業園區
- 規劃中的高雄捷運旗津線(又稱為旗津輕軌)有經過擴建路，並設有擴建路站。

## 公車資訊

### 高雄市市區公車
- 港都客運：
  - 36 前鎮站－高雄車站(中山路)
  - 70 三多幹線  前鎮站－長庚醫院
  - 214  小港站－歷史博物館(高雄國際會議中心)
- 東南客運：
  - 37 前鎮站－育英醫專(大昌二路)
  - 紅12 瑞豐站(瑞隆路)－捷運凱旋站－前鎮站－前鎮科技產業園區

## 公共自行車
- 高雄市公共自行車租賃系統：
  - 前鎮科技產業園區員工宿舍(擴建路)：擴建路1-4號(西北側人行道)